# Мильников Володимир Васильович
Володимир Васильович Мильников (8 жовтня 1923 — 20 грудня 1991) — радянський офіцер-артилерист, Герой Радянського Союзу (1945), учасник німецько-радянської війни. Почесний громадянин Тернополя (1983).

## Біографічні відомості
Мильников Володимир Васильович народився 8 жовтня 1923 року в станиці Нижньогнилівська міста Ростов-на-Дону.
У 1941 році був призваний в Червону Армію і направлений в Ленінградське артилерійське училище. У діючій армії з січня 1942 року. Воював на Брянському, Центральному і 1-му Білоруському фронтах. Командував артилерійським взводом, розвідкою дивізіону, батареєю, був начальником штабу 3-го дивізіону 969-го полку 60-ї стрілецької дивізії. Брав участь в оборонних боях у районі Орла, на Брянському напрямі, у відбитті ворожого наступу з району Сєвська в Курській битві, визволяв Україну і Білорусь в ході Чернігівсько-Прип'ятської, Гомельсько-Речицької і Калинковицько-Мозирської операцій, форсував річки Десна, Сож, Дніпро, Березіна.
У лютому 1944 року 60-та стрілецька дивізія увійшла в склад 47-ї армії і вела наступ на ковельському направленні і на території Польщі і в кінці серпня вийшла до річки Вісла в районі міста Нови-Двур-Мазовецькі (північний захід Варшави). 12 січня 1945 року почалась Вісло-Одерська операція. 14 січня перешли в наступ війська 1-го Білоруського фронту.
Командир дивізіону 969-го артилерійського полку 60-ї стрілецької дивізії 47-ї армії майор Мильников разом із штурмовим батальйоном 1281-го стрілецького полку 16 січня 1945 р. під сильним артилерійським, мінометним і кулеметним вогнем противника по льоду переправив гармати свого підрозділу на правий берег річки Вісла. Противник силами до двох рот за підтримки самохідних гармат і танків зробив чотири контратаки на позиції десантників, але всі вони завдяки добре організованому і прицільної вогню дивізіону були відбиті. При цьому артилеристами було знищено чотири кулеметних точки і до 70 солдатів і офіцерів ворога, пригнічений вогонь трьох кулеметних точок і однієї мінометної групи. Успішні дії дивізіону дозволили 1281-му стрілецькому полку форсувати річку з мінімальними втратами.
Всього за період війни з 14 по 16 січня 1945 року при прориві глибокоешелонованій обороні ворога в районі населеного пункту Калушин (схід Варшави) і при форсуванні річни Вісла дивізіоном майора Мильнікова знищено вісім кулеметних точок, близько 110 солдат і офіцерів противника, зруйновано три бліндажі, зупинений вогонь двох мінометних груп і трьох окремих гармат.
Указом Президії Верховної Ради СРСР від 24 березня 1945 року за зразкове виконання бойових завдань командування і проявлені при цьому мужність та героїзм майору Мильнікову Володимиру Васильовичу присвоєно звання Героя Радянського Союзу з врученням ордена Леніна і медалі «Золота Зірка».
Згодом Мильников брав участь у Східно-Померанській і Берлінській операціях. Війну закінчив на Ельбі.
Після війни продовжив службу в армії. В 1951 році закінчив факультет реактивного озброєння Військової академії імені Ф. Є. Дзержинського. Командував 177-ю ракетною бригадою Прикарпатського військового округу.
З 1961 року полковник Мильников у запасі. Жив у місті Тернопіль, з 1983 року почесний громадянин міста. Викладав у філіалі Львівського політехнічного інституту. Помер 20 грудня 1991 року.

## Нагороди

золотий годинник «Полет» з вигравіруваним дарчим написом «Герою СРСР Мильникову В. В.», подарований йому до 20-ї річниці Дня Перемоги

Нагороджений орденом Леніна, двома орденами орденом Вітчизняної війни 1-го ступеня, орденом Вітчизняної війни 2-го ступеня та орденом Червоної Зірки.
У 1965 р. на двадцяту річницю Дня Перемоги Володимиру Васильовичу Мильникову як Герою Радянського Союзу був вручений золотий годинник «Полет».

## Вшанування пам'яті
У місті Ростов-на-Дону його іменем названа школа № 77, у якій він вчився.